# Cà muối
Cà muối là sản phẩm  từ quả cà pháo (danh pháp khoa học: Solanum macrocarpon) hoặc cà bát cùng với một số nguyên liệu khác như ớt, tỏi, riềng...

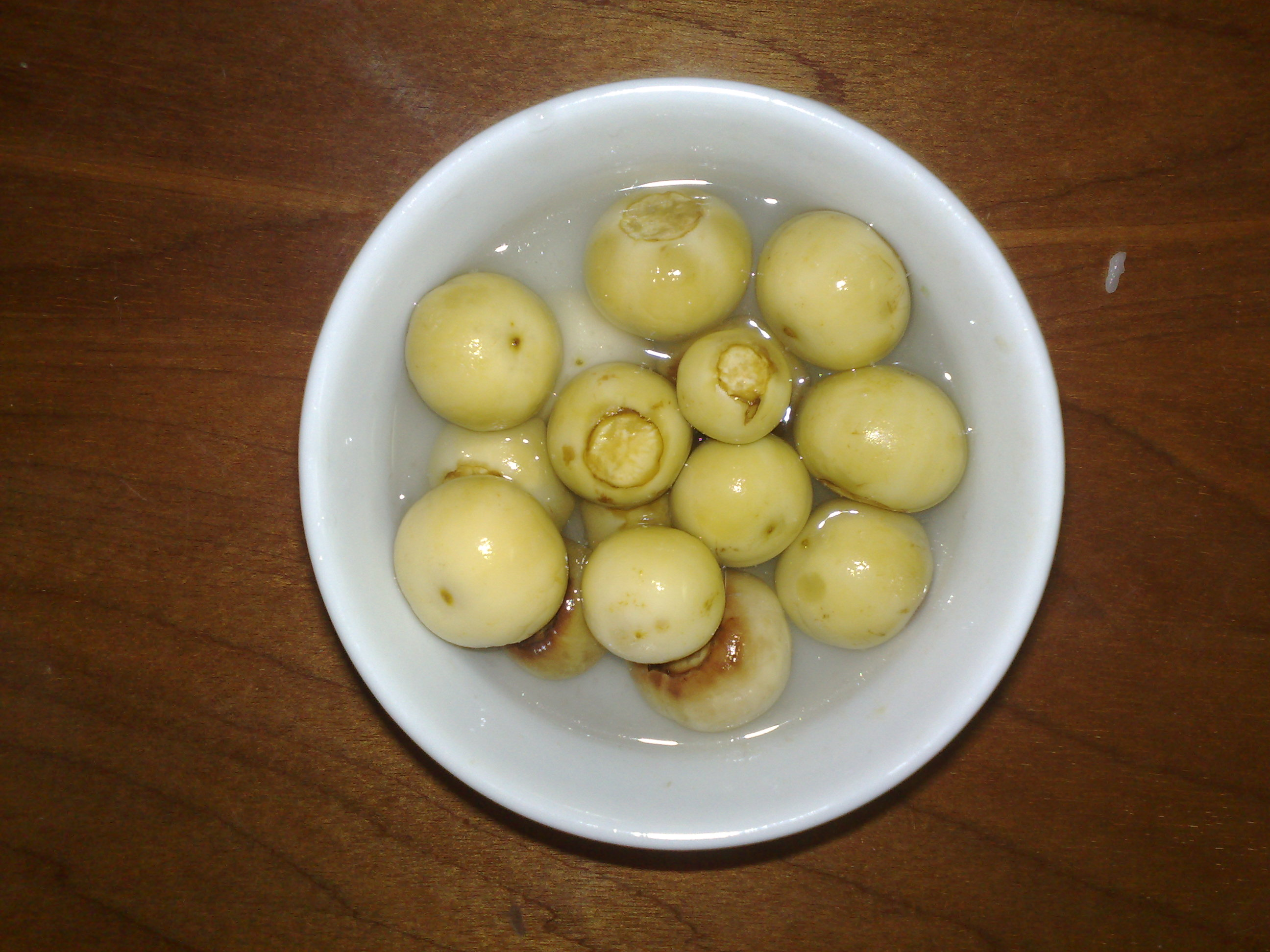
Cà muối xổi

Cà muối  là sản phẩm ẩm thực đặc trưng của Việt Nam.
Cà muối có thể được chế biến theo phương pháp muối xổi hoặc muối chua. 